# شهرستان ژونگفانگ
شهرستان ژونگفانگ (به لاتین: Zhongfang County) یک شهرستان‌های جمهوری خلق چین در چین است که در هیوایهوا واقع شده‌است. شهرستان ژونگفانگ ۱٬۴۶۶٫۵۴ کیلومتر مربع مساحت و ۷۴۱٬۰۱۴ نفر جمعیت دارد.